# South Beloit
South Beloit é uma cidade localizada no estado americano de Illinois, no Condado de Winnebago.

## Demografia
Segundo o censo americano de 2000, a sua população era de 5397 habitantes.
Em 2006, foi estimada uma população de 5507, um aumento de 110 (2.0%).

## Geografia
De acordo com o United States Census Bureau tem uma área de
10,6 km², dos quais 10,3 km² cobertos por terra e 0,3 km² cobertos por água. South Beloit localiza-se a aproximadamente 225 m acima do nível do mar.

## Localidades na vizinhança
O diagrama seguinte representa as localidades num raio de 16 km ao redor de South Beloit.